# Ahrendsee
Ahrendsee ist ein Ortsteil der Gemeinde Sundhagen im Landkreis Vorpommern-Rügen.

Ahrendsee zwischen 1880 und 1920

## Geografie und Verkehr
Ahrendsee liegt 14 Kilometer östlich der Stadt Grimmen, 10,5 Kilometer südöstlich von Stralsund und 21 Kilometer nordwestlich von Greifswald. Östlich des Ortes verläuft die Autostraße der Bundesstraße 96 und weiter östlich die Bundesstraße 105, die ehemalige B 96. 800 Meter östlich des Ortes kreuzen sich die genannte B 96 von 2007 und die Bahnstrecke Angermünde–Stralsund von 1863.

## Geschichte
Ahrendsee wurde erstmals 1304 als Arnesse urkundlich genannt. In der Urkunde vom 5. März 1304 verleihen die Fürsten von Rügen Wizlaw III. und Zambor (Sambor) dem Heiligengeisthaus in Stralsund das Eigentum an den Dörfern Ahrendsee und Behnkenhagen. Am 8. März 1304 verkauften die Gebrüder Pritbur, Nikolaus und Thece von Borantenhagen (Boranteshagen und auch von Putbus) dem Heiligengeisthaus in Stralsund die ihnen gehörigen Güter von Ahrendsee und Behnkenhagen.
1835 zeigte sich in dem preußischen Urmesstischblatt (PUM) Ahrendsee als bogenförmiges Straßendorf mit einer Ausdehnung von 2,2 Kilometer. Die ganze Dorfschaft bestand aus kleinen Bauernsiedlungen, lediglich in der Mitte des langgestreckten Ortes war ein größerer Hof, der aber noch nicht als Gut signiert war. Etwas abseits im Nordwesten waren die Torfscheunen des Ortes und südöstlich eine Bockwindmühle.
1871 hatte Ahrendsee folgende amtliche Statistik: Ahrendsee-Colonie hatte 9 Wohngebäude, in denen 16 Haushaltungen vorhanden waren. Der Wohnplatz hatte 66 Einwohner, 1867 waren es noch 80. Ahrendsee-Vorwerk hatte 8 Wohnhäuser mit 16 Haushaltungen, 91 Einwohner – hier waren es 1867 noch 116. Ahrendsee-Klosterhof hatte 4 Wohnhäuser mit 11 Haushaltungen, 49 Einwohner – sie waren auch 1867 gleich. Alle Einwohner der Wohnplätze hatten die evangelische Konfession.
Nach dem Bau der Bahnstrecke Greifswald-Stralsund von 1863 änderte sich bis 1880 laut Messtischblatt (MTB) die Struktur des Ortes beträchtlich. Der Wohnplatz Colonie wurde durchtrennt, der östlich der Bahnstrecke gelegene Teil hieß jetzt „Ahrendsee-Rubelow“ und hatte einen kleinen Gutshof und einige Katen. Zwischen diesem Teil und dem Kerndorf verschwanden die Kleinsiedlungen entlang der Straße bis auf ein neues Bahnwärtergehöft. Am Ortskern wurde ein kompaktes Gutsgelände mit Gutshaus und 6 großen Wirtschaftsgebäuden sowie einigen kleinen Gebäuden und einem kleinen Gutspark aufgebaut. An der Kreuzung der Ortsstraßen wurde jetzt der Ortskern für die Landarbeiterhäuser errichtet. Nordwestlich 1,5 Kilometer abseits vergrößerte sich der Wohnplatz Vorwerk, der Vorwerkshof nannte sich jetzt „Vorwerk Heidehof“. Die Windmühle war verschwunden und auch die nördlichen Torfscheunen gab es nicht mehr, obwohl der Torfabbau dort weiterging.
Nordwestlich von Ahrendsee wurde zwischen 1880 und 1920 ein Wohnplatz vom benachbarten Zarrendorf „Neu Ahrendsee“ genannt, hatte aber mit dem hier beschriebenen Ort nichts zu tun.
1920 war laut MTB keine nennenswerte Strukturänderung des Ortes ersichtlich. Lediglich das nordwestliche Vorwerk (alter Name Heidehof) erhielt jetzt den Namen „Berghof“. Rings um dieses Vorwerk entstanden kleine Siedlungshöfe, wahrscheinlich mussten derzeit die Güter Land für Bauernsiedlungen hergeben.
Nach 1945 änderte sich die Dorfstruktur beträchtlich. Die Enteignung der Güter und die folgende Bodenreform brachte eine Reihe von Neubauernsiedlungen am Ortskern und von dort nach Süden. Dafür verschwanden der Wohnplatz Ahrendsee-Rubelow und das Vorwerk Berghof gänzlich und auch einige abgelegene Siedlungen am Berghof gaben auf.
Heute zeigt sich der Ort mit kompaktem Ortskern und wenigen verstreuten Wohngehöften. Es gibt aber auch keine nennenswerten Gewerbe- oder Wirtschaftsbauten. Das ehemalige Gut ist als Wohnplatz überbaut, lediglich das Gutshaus hat überlebt, der Park ist rudimentär.
Ahrendsee gehörte zur Gemeinde Behnkendorf. Diese schloss sich am 7. Juni 2009 mit den Gemeinden Brandshagen, Horst, Kirchdorf, Miltzow, Reinberg und Wilmshagen zur neuen Gemeinde Sundhagen zusammen.